# Hoogspanningslijn Oss-Uden
De hoogspanningslijn Oss-Uden is een bovengrondse hoogspanningsleiding tussen de plaaten Oss en Uden in Nederland. Daar staan de twee hoogspanningsstations. De huidige spanning van de lijn bedraagt 150 kV. De lijn werd begin jaren '70 aangelegd en in 1972 geopend. De ongeveer 47 masten van de lijn zijn uitgevoerd naar het model Donau.
Aarle Rixtel-Helmond Oost  .
Boxmeer-Dodewaard   · 
Geertruidenberg-Eindhoven · 
Geertruidenberg-Krimpen  .  
Maasbracht-Boekend  · 
Maasbracht-Boxmeer  .
Maasbracht-Dodewaard  · 
Maasbracht-Eindhoven  ·  
Oss-Uden  .
Uden-Aarle Rixtel  .